# SheZow
 (décembre 2015).
Si vous disposez d'ouvrages ou d'articles de référence ou si vous connaissez des sites web de qualité traitant du thème abordé ici, merci de compléter l'article en donnant les références utiles à sa vérifiabilité et en les liant à la section « Notes et références ».
SheZow est une série télévisée d'animation australo-canadienne en 26 épisodes de 22 minutes (ou 52 segments de 11 minutes) créée par Obie Scott Wade, et diffusée du 15 décembre 2012 au 2 novembre 2013 sur Network Ten en Australie. Aux États-Unis, elle a été diffusée du 1er juin au 2 novembre 2013 sur Hub Network.
En France, elle a été diffusée sur Télétoon+, Canal+ Family et Gulli.
En France, à cause de ses nombreux sous-entendus politiques et sexuels, la série a été accusée de faire l'apologie de la théorie du genre, et une pétition en ligne est lancée pour réclamer le retrait de la série,. Sous la pression du gouvernement, la chaîne Gulli a été contrainte d'annuler la diffusion de la série à la télévision sous prétexte que l'épisode "Fraken Tonnerre" contenait des propos diffamatoires,. Cette censure a récemment été levée.
Aux États-Unis, l'association conservatrice One Million Moms a elle aussi réclamé et obtenu le retrait de la série, qui selon elle est une tentative "d'endoctrinement au style de vie [LGBT]".

## Synopsis
Le protagoniste de la série, un garçon de 13 ans nommé Guy Hamdon, découvre par hasard l’anneau de pouvoir de la super-héroine Shezow, hérité de sa défunte tante Agnès. En prononçant la formule "Vas-y ma poulette !", il se transforme en fille, combattante costumée du crime.
Bien que l’anneau de pouvoir lui accorde des superpouvoirs, il était seulement destiné à être porté par une fille. Guy doit donc se travestir pour combattre le crime.
Il est généralement aidé dans mission par sa sœur jumelle  mesquine Kelly ainsi que son acolyte incompétent Maz, qui porte une culotte et adore se déguiser.

## Épisodes
1. SheZow
2. Le givré
3. Règlement de compte
4. Super Acolyte
5. Sharmagedon
6. SheZap
7. Une journée de dingue
8. La police boit la tasse
9. Quand SheZow rencontre DudePow
10. She kilos de trop

## Distribution belge
- Alexis Flamant : Guy / Shezow et Shezap
- Bruno Borsu : Maz
- Claire Tefnin : Kelly
- Fabienne Loriaux : Shella, Droosha et Tara
- Pierre Le Bec : Le givré
- Stéphane Flamand : Gaëlle / Dudepow
- David Manet : Manny Ken